# Hueco de San Blas
El Hueco de San Blas, también conocido como Hoya de San Blas, es un valle de montaña situado en la cara sur de la zona central de la sierra de Guadarrama (perteneciente al sistema Central). Este enclave natural se sitúa en los términos municipales de Manzanares el Real y de Soto del Real, en el noroeste de la Comunidad de Madrid (España). Este valle está encajonado entre La Pedriza, que queda al oeste, la línea de cumbres de Cuerda Larga, que hace de límite septentrional, y la montaña de La Najarra, que es la montaña más oriental del citado cordal de montañas.

## Descripción

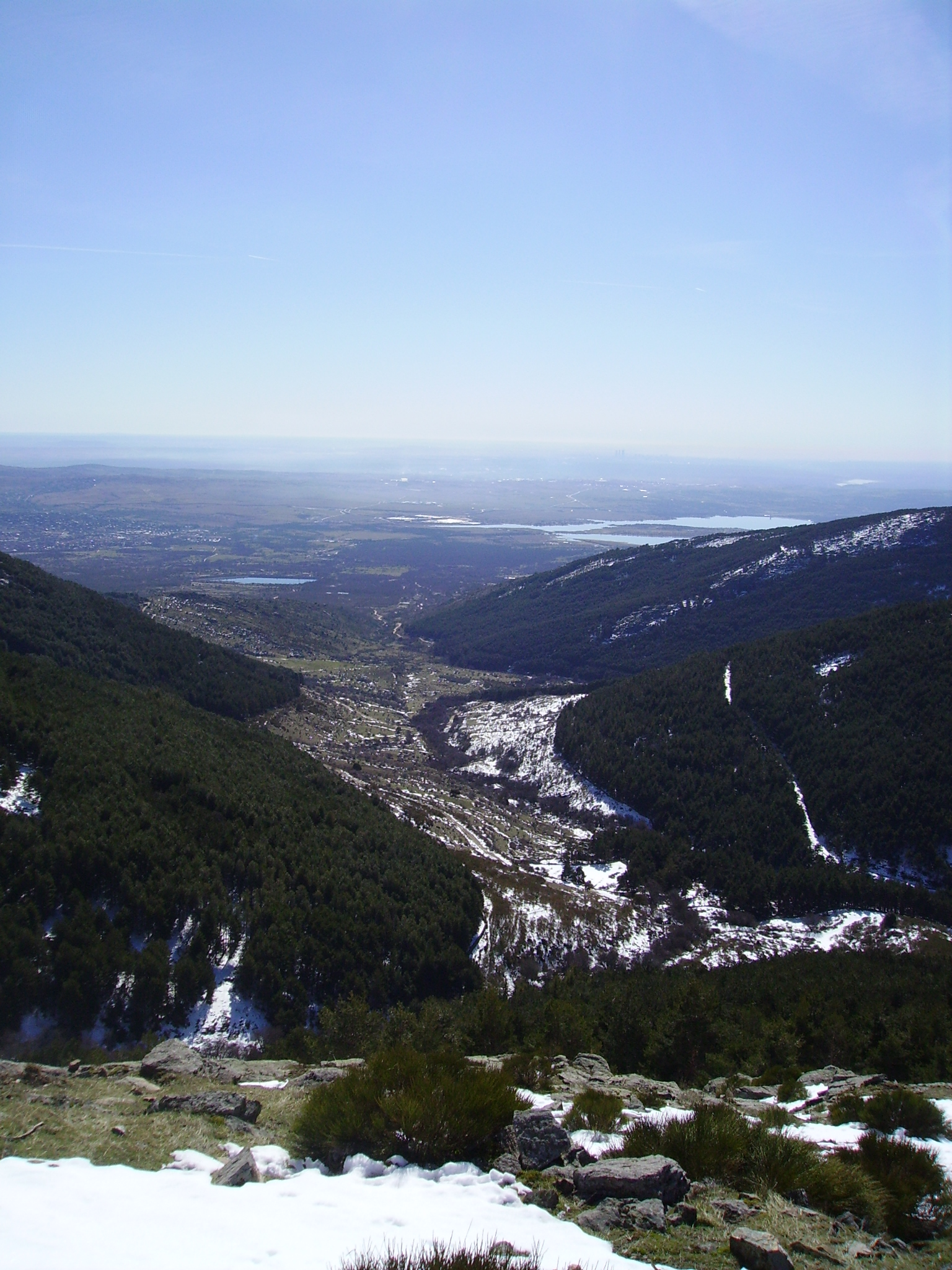
Hueco de San Blas visto desde una zona alta del mismo.

El valle se orienta de noroeste a sureste adaptado a una fractura de dirección nornoroeste-sursureste, tiene una longitud aproximada de 5 km y en el fondo del mismo está el arroyo del Mediano, un afluente del río Manzanares. La máxima altitud del valle está en la cima de Asómate de Hoyos (2242 m), que está en el extremo noroeste del paraje, y la zona más baja está en el entorno de los 1000 metros. Muy cerca de esta cumbre hay un pequeño circo glaciar llamado Hoyo Cerrado, uno de los pocos que hay en la vertiente meridional de Cuerda Larga. Un poco por encima de él nace el arroyo del Mediano.
Gran parte del valle está cubierto por un bosque de pino silvestre y, en menor medida, de pino laricio. En las zonas más bajas hay robledales y praderas que se usan como pasto para el ganado. Por encima de los 1900 metros de altitud, los árboles pasan a ser muy poco frecuentes, ya que dejan paso a praderas de alta montaña y pedreras.
Varios caminos y pistas forestales atraviesan el valle, por lo que está transitado por montañeros y vecinos de la zona, aunque no es una de las zonas más frecuentadas de la sierra.